# Lymeon atrator
Lymeon atrator là một loài tò vò trong họ Ichneumonidae.